# 唐朝彝

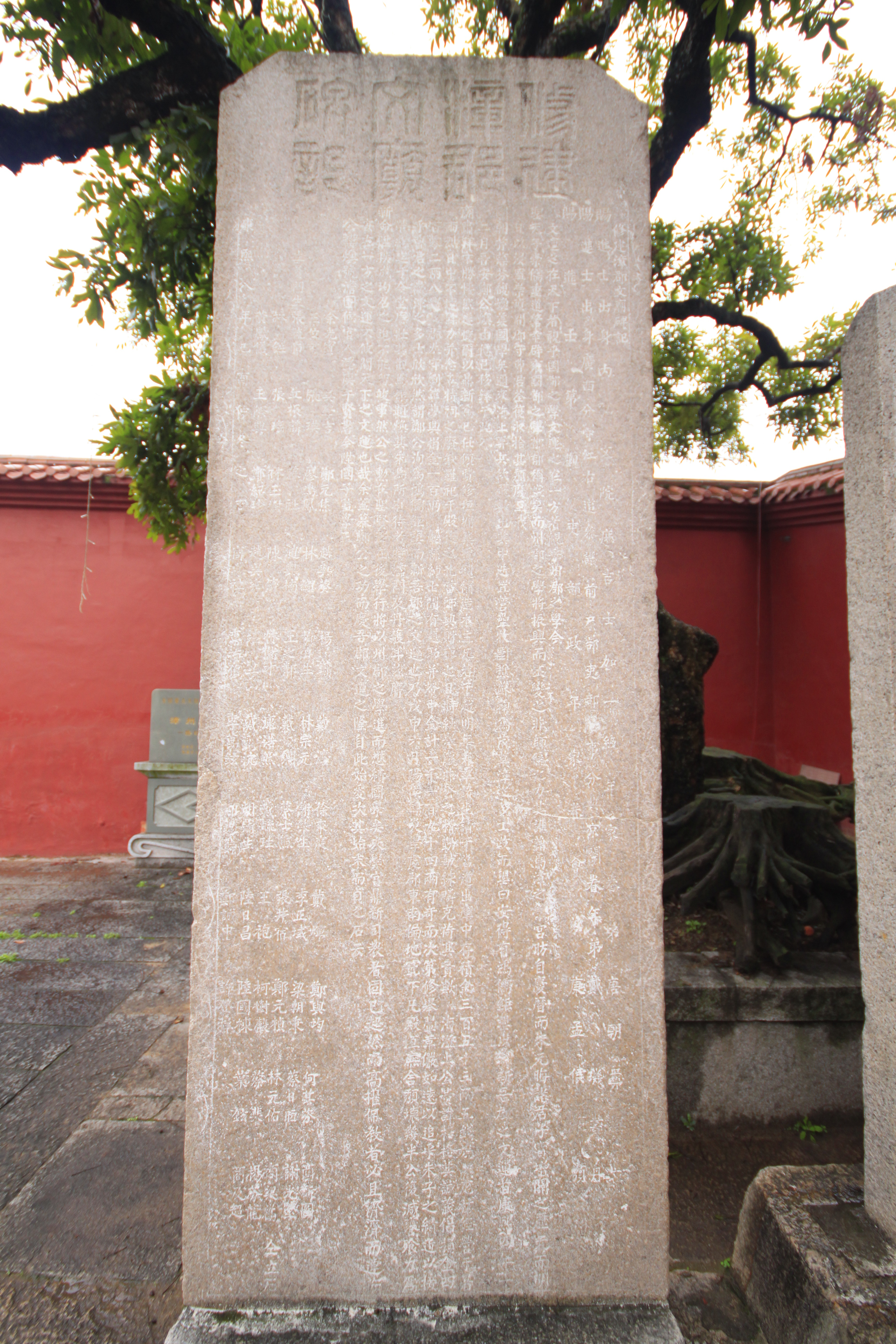
《修建漳郡文廟碑記》，唐朝彝撰文，現藏漳州府文廟

唐朝彝，字偕藻。福建鎮海衛銅山所人。清朝政治人物。

## 生平
康熙六年（1667年）中式丁未科進士。選翰林院庶吉士，散館改監察御史。官至宗人府府丞。